# مانیلا اسپوسیتو
مانیلا اسپوسیتو (ایتالیایی: Manila Esposito؛ زادهٔ ۲ نوامبر ۲۰۰۶) ژیمناست زن اهل ایتالیا است.